# Pecados conyugales
Pecados conyugales es una obra de teatro en tres actos de Juan José Alonso Millán, estrenada en 1966.

## Argumento
Desde un punto de vista satírico, el autor aborda lo que considera los pecados de la sociedad española del momento: los celos, la ambición y la falta de moral. Cada uno de ellos abordado en un acto distinto y con diferentes actores, personajes e historias.

## Representaciones destacadas
- Teatro Infanta Isabel, Madrid, 10 de abril de 1966. Estreno.
  - Dirección: Mario Antolín.
  - Escenografía: Manuel Mampaso.
  - Intérpretes: Rafaela Aparicio, José Sazatornil, Aurora Redondo, Erasmo Pascual, Mari Carmen Prendes, José Alfayate, Juan Diego, Luisa Fernanda Gaona, Fernanda Hurtado, Teresa Gisbert, Olga Omar.

- Cine (España, 1968). Dirección: José María Forqué. Intérpretes: Manolo Gómez Bur, Esperanza Roy, Analía Gadé, Arturo Fernández.